# Dioscorea racemosa
Dioscorea racemosa är en enhjärtbladig växtart som först beskrevs av Johann Friedrich Klotzsch, och fick sitt nu gällande namn av Edwin Burton Uline. Dioscorea racemosa ingår i släktet Dioscorea och familjen Dioscoreaceae. Inga underarter finns listade i Catalogue of Life.